# Уральский оптико-механический завод
АО «Производственное объединение „Уральский оптико-механический завод“ имени Э. С. Яламова» (АО «ПО „УОМЗ“», УОМЗ) — российское предприятие по разработке и производству оптико-электронных систем и комплексов военного назначения и гражданского приборостроения; с 1941 года находится в Екатеринбурге.
Является одним из ключевых предприятий Холдинга «Швабе» (ранее — научно-производственного концерна «Оптические системы и технологии»), который входит в корпорацию «Ростех».

## История предприятия

### До 1917 года
Свою историю Уральский оптико-механический завод числит от фирмы, открытой в Москве в 1852 году Теодором (Фёдором) Швабе. Фирма Ф. Швабе занималась продажей как импортных, так и собственного производства учебных пособий и различных физических приборов. В 1916 году АО «Ф. Швабе» ликвидируется. Годом позже на её производственной базе основывается московское АО «Геофизика» (ныне: «ОАО НПО Геофизика-НВ»).

### После Октябрьской революции 1917 года
В 1919 году АО «Геофизика» было национализировано. С 1926 года приоритетным на предприятии становится геодезическое направление, однако развивались и другие. К 1930-м годам начали возникать отделы, занимающиеся разработкой оптико-механических приборов. В это время был построен ещё один корпус завода. В январе 1937 года завод «Геофизика» был переименован в завод № 217. 7 октября 1941 года, когда немецкие войска подходили к Москве, было принято решение об эвакуации завода в Свердловск. В 1943 году на предприятии было разработано 17 видов вооружений, в том числе новый авиационный прицел ОПБ-1Д, за разработку которого А. С. Деренковскому (ЛИИ) и сотрудникам завода А. С. Пацкину и М. И. Огрызкову была присуждена Сталинская премия II степени (1946). Над созданием авиационных прицелов работал и направленный на завод В. С. Семенихин, будущий академик. Помимо основной номенклатуры, завод выпускал и для нужд фронта приёмник к пулемёту «Максим», узел затвора к «Катюше» и танковую призму, ограждающую водителя от пуль. После окончания войны приоритетным стало производство теодолитов, которые были необходимы для восстановительных работ в стране. В 1946 году оптико-механический завод № 217 был объединён с электромеханическим заводом № 46.
В 1964 году предприятию присваивается название «Уральский оптико-механический завод». Завод был задействован в программе по исследованию космоса — производил визуальные приборы для космических пилотируемых кораблей и орбитальных станций. В 70-х годах осваиваются системы астроориентации для морской техники, В 80-х годах начинается производство оптико-электронных прицельных станций для новых видов самолётов Су и МиГ, ведутся работы по созданию гиростабилизированных оптико-электронных систем (ГОЭС — предназначены для установки на самолёты, вертолёты, морские суда, позволяют получать устойчивое изображение при видео-, тепло-, фото- и телесъёмке в условиях качки и ударов).

### После 1991 года

Электронный тахеометр Та10 производства УОМЗ 1997 года

Ещё в 1989 году в рамках конверсии на заводе приступили к производству медицинской техники. В качестве приоритетного направления было выбрано производство неонатального оборудования. В 1994 начался серийный выпуск инкубаторов для новорожденных. Линейку неонатального оборудования дополнили открытый неонатальный стол для реанимации новорожденных, фототерапевтический облучатель.
В 90-х годах Уральский оптико-механический завод становится постоянным участником международных авиасалонов Farnborough, МАКС, ILA и других, налаживается сотрудничество с крупнейшими иностранными производителями высокотехнологичной продукции.

### 2000-е
В 2003 году предприятию было предоставлено право самостоятельной внешнеэкономической деятельности в сфере поставок запчастей и сервисно-гарантийного обслуживания военной техники.
С 2005 по октябрь 2015 года генеральным директором Уральского оптико-механического завода являлся Сергей Валерьевич Максин.
В 2006 году предприятию было присвоено имя Эдуарда Спиридоновича Яламова, бывшего гендиректора предприятия.
В 2008 году Уральский оптико-механический завод вошёл в состав государственной корпорации «Ростехнологии». В том же году в рамках корпорации «Ростехнологии» был создан научно-производственный концерн «Оптические системы и технологии» (с конца октября 2012 года — «Холдинг «Швабе»»). УОМЗ стал основным предприятием холдинга.
В мае 2010 года предприятие было акционировано, вместо ФГУП "ПО «УОМЗ» было создано Открытое акционерное общество «Производственное объединение „Уральский оптико-механический завод имени Э. С. Яламова“».
В 2016 году генеральным директором назначен Слудных Анатолий Владимирович.

## Деятельность предприятия

### Продукция
Уральский оптико-механический завод является разработчиком и производителем оптико-локационных станций (ОЛС) для боевых самолётов и оптико-электронных систем вертолётов российского производства, оптико-электронных систем для ВМФ и сухопутной техники. Приборы и комплексы, произведенные на предприятии, входят в состав бортового радиоэлектронного оборудования самолётов Су, МиГ, Ту, вертолётов Ми, Ка различных модификаций.
На гражданскую продукцию приходится около 13 % общего объёма производства Уральского оптико-механического завода, в частности — на медицинскую технику. Производится неонатальное оборудование, аппараты искусственной вентиляции лёгких, приборы для кардиологии, диагностическое, лабораторное оборудование.
Новая разработка предприятия — инкубатор-трансформер. Позволяет проводить полный объём реанимационных мероприятий с обеспечением оптимального температурно-влажностного режима.
УОМЗ также производит светотехническую продукцию на основе светодиодов. Линейка продукции предприятия включает уличные, подъездные и офисные светильники различных модификаций, а также светофоры.
Традиционным (с 1956 г.) направлением деятельности Уральского оптико-механического завода является производство геодезического оборудования.
Образцы гражданской продукции

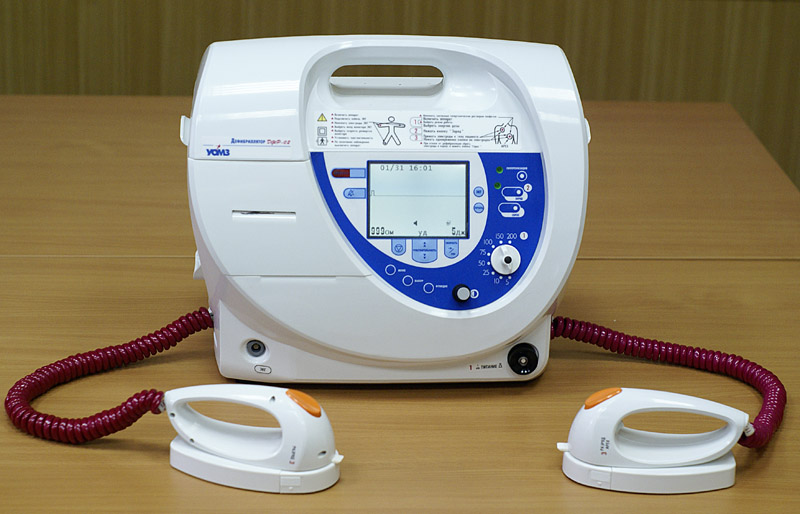
Переносной дефибриллятор ДФР-02
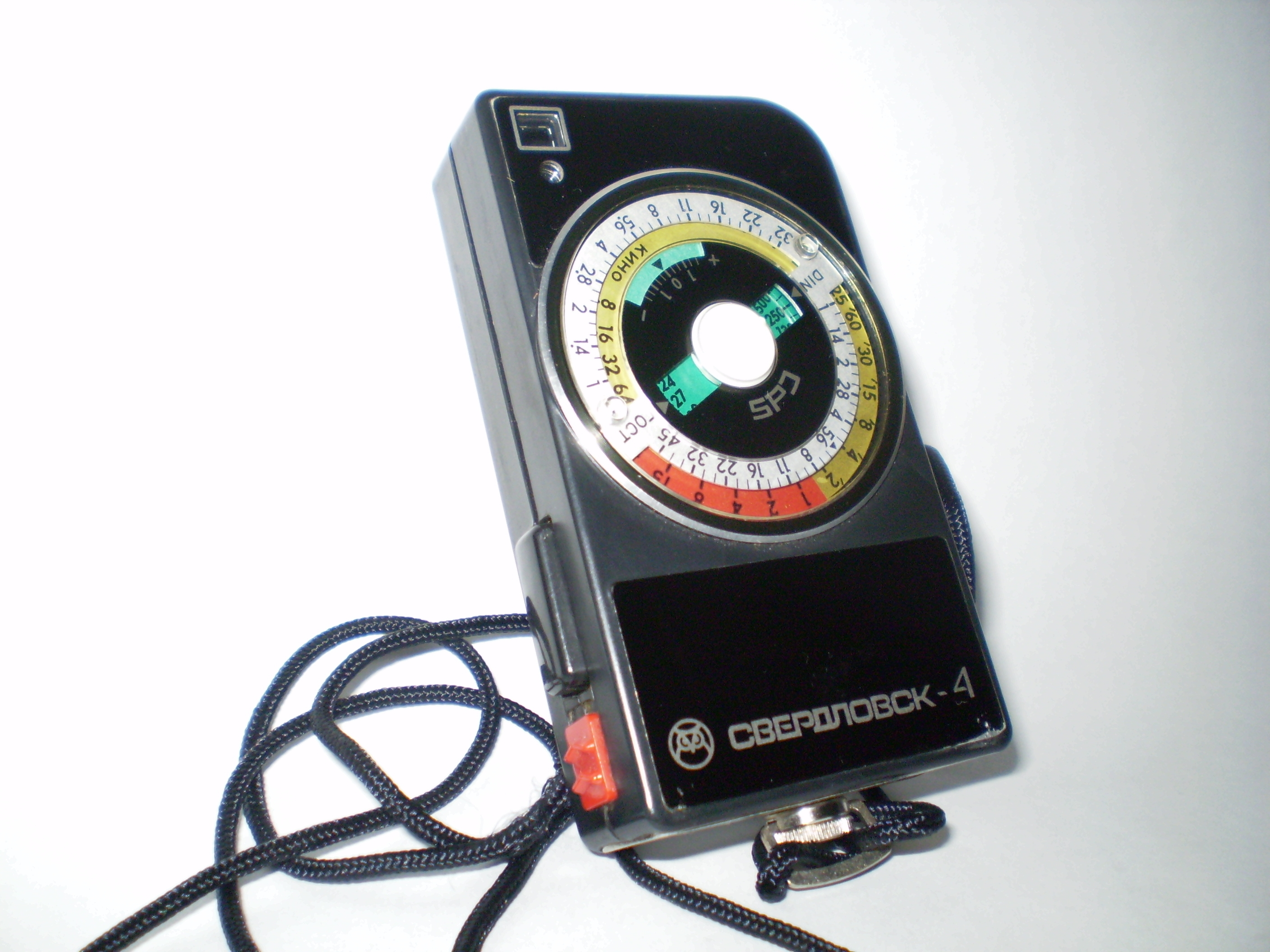
Экспонометр «Свердловск-4»
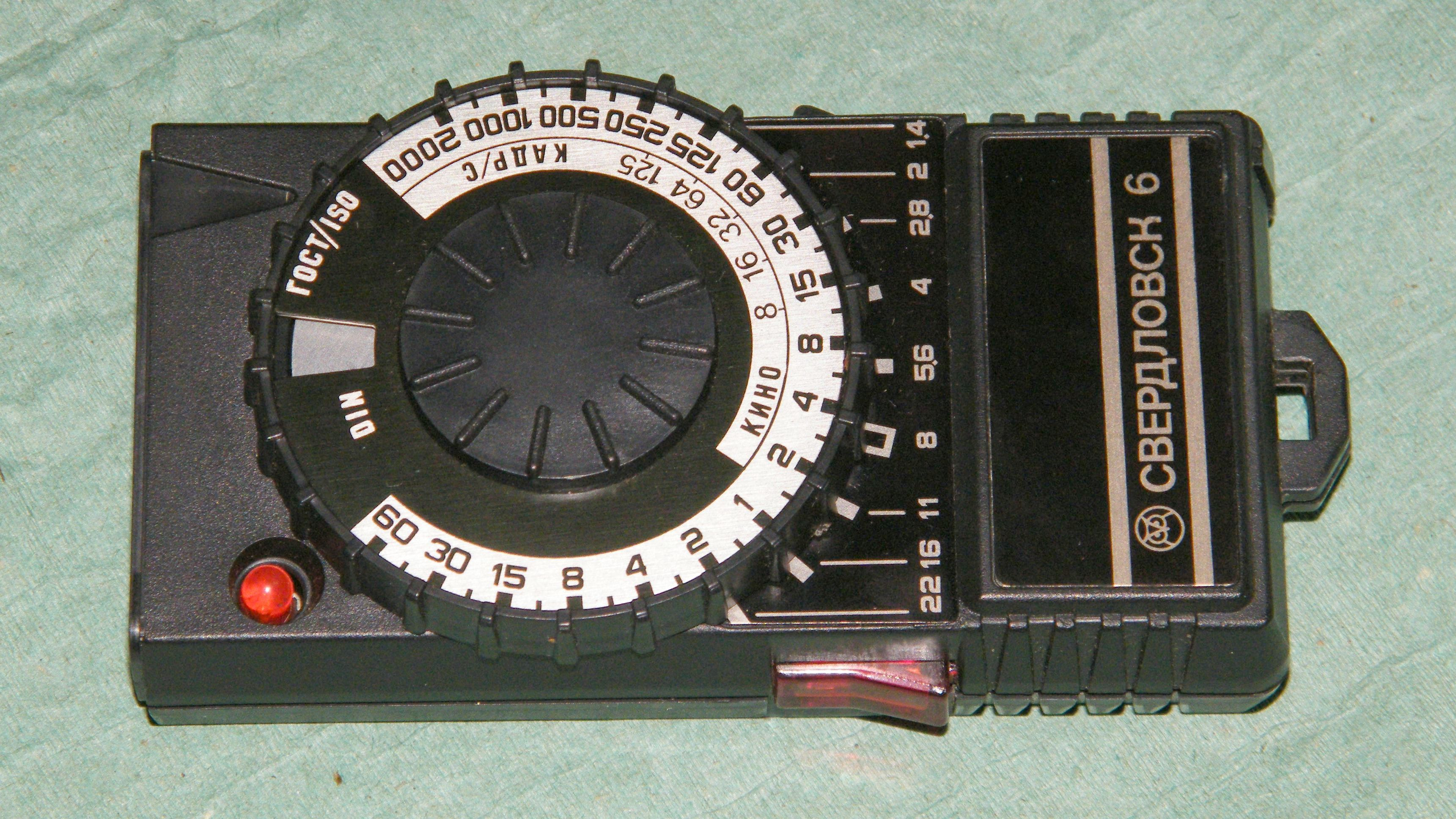
Экспонометр «Свердловск-6»
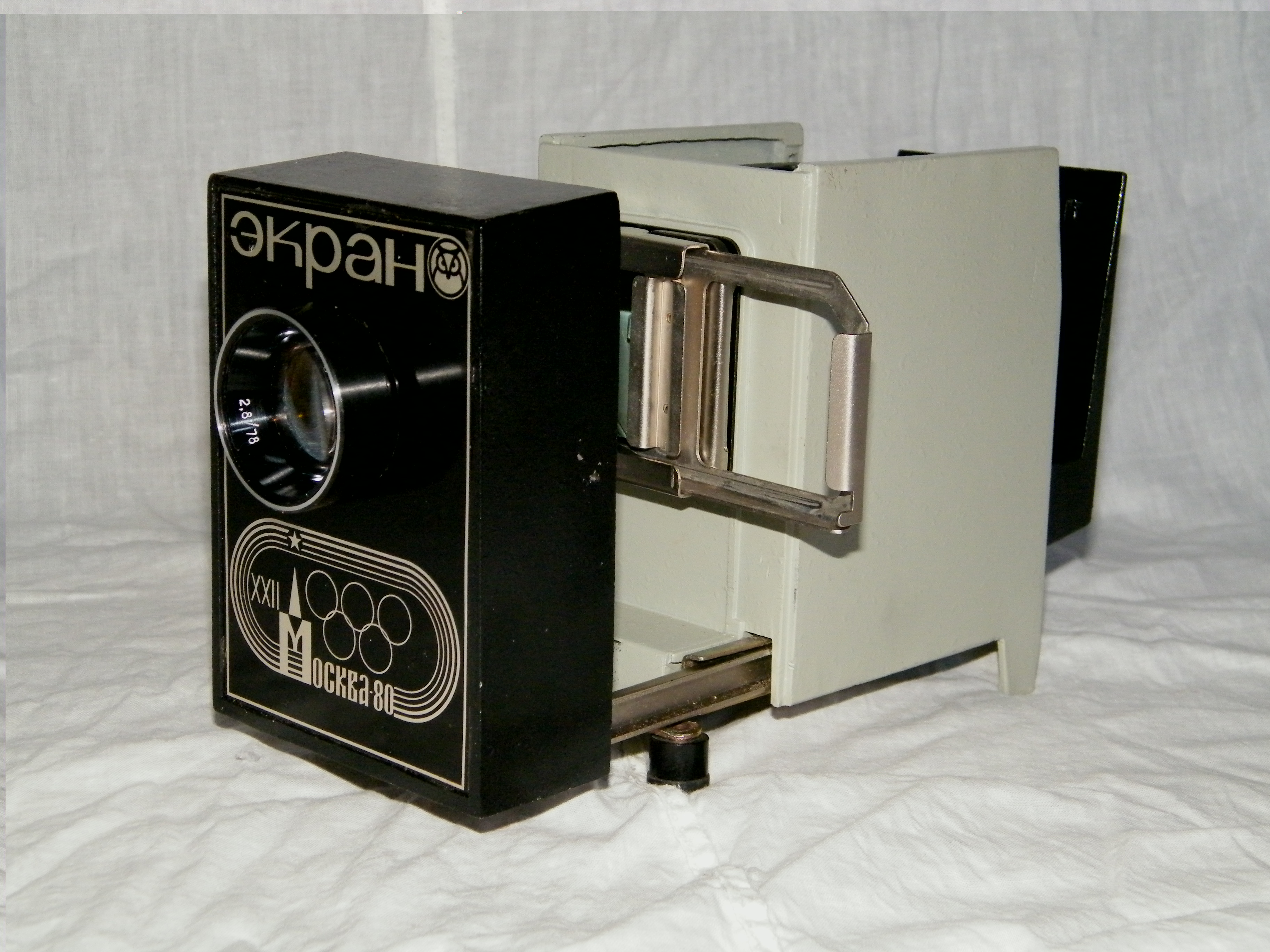
Диапроектор «Экран»

## Руководство
- 1933—1938 — Горшков, Иван Васильевич
- 1939—1947 — Сафронов, Виктор Осипович
- 1947—1949 — Аленичев, Сергей Васильевич
- 1949—1953 — Андреев, Александр Петрович
- 1953—1986 — Корнилов, Иван Михайлович
- 1986—2005 — Яламов, Эдуард Спиридонович
- 2005—2015 — Максин, Сергей Валерьевич
- 2016—н.в. — Слудных Анатолий Владимирович

### Социальная сфера
На УОМЗ действуют следующие социальные программы:
- Надбавки молодым рабочим и специалистам;
- Надбавки работникам высшей квалификации: докторам и кандидатам наук;
- Добровольное медицинское страхование работников;
- Доплата работникам на питание;
- Негосударственное пенсионное обеспечение;
- Доплата молодым специалистам на аренду жилья;
- Организация обучения работников и детей работников по целевому направлению за счёт средств предприятия;
- Доплата на содержание детей сотрудников предприятия в детсадах;
- Оплата санаторно-курортного лечения работников[9].

Каждому работнику предприятия, вышедшему на пенсию, дополнительно к государственной в течение 5 лет выплачивается негосударственная пенсия в размере до 50 % их среднего заработка. На предприятии функционирует медико-санитарная часть. Каждому работнику ежемесячно на специальную банковскую карту перечисляются субсидии для занятия 13 видами спорта в клубе «Луч». Действует заводская база отдыха «Зенит».
В 2012 году расходы УОМЗ на социальные программы составили почти 250 млн рублей, в том числе более 3 млн рублей — на благотворительную деятельность. Приоритетными направлениями социальной политики завода являются поддержка детей, оставшихся без попечения родителей, помощь ветеранам и людям с ограниченными возможностями, физкультура и спорт, развитие культуры и искусства.

## Дочерние общества и филиалы
Уральский оптико-механический завод имеет дочерние и зависимые общества в Китае (производство и продажа геодезической, медицинской и светотехнической продукции), Швейцарии (продажа и сервисное обслуживание геодезической, медицинской и светотехнической продукции) и Белоруссии (продажа и сервисное обслуживание геодезической, медицинской и светотехнической продукции). В состав предприятия входят научно-исследовательские филиалы в Москве, Санкт-Петербурге, Рязани и Новосибирске, 16 сервисно-сбытовых филиалов в ряде регионов России, производственные службы.

## Собственники
У предприятия два акционера:
77,46 % акций принадлежат госкорпорации «Ростех»,
22,54 % — Российской Федерации, в лице Федерального агентства по управлению государственным имуществом.

## Совет директоров
Председатель Совета директоров:
Литвин Владимир Залманович, начальник департамента корпоративных процедур и имущественного комплекса корпорации «Ростех»;
Члены совета директоров
Гайдаш Кирилл Андреевич, начальник департамента финансово-экономической политики корпорации «Ростех»;
Рой Игорь Владимирович, начальник департамента промышленных активов корпорации «Ростех»;
Кудашкин Владимир Васильевич, начальник правового департамента корпорации «Ростех»;
Слудных Анатолий Владимирович, генеральный директор Уральского оптико-механического завода.

## Санкции
28 июня 2022 года завод попал под санкции США в ответ на вторжения России на Украину в целях «нанесение удара по способности России разрабатывать оружие и технологии». 24 февраля 2023 года предприятие было включено в санкционный список Минфина США. 26 февраля завод включён в санкционный список всех стран Евросоюза. С 26 мая 2023 завод находится в санкционном списке Японии, с 20 июля 2023 года под санкциями Австралии. Также Уральский оптико-механический завод находится в санкционных списках Швейцарии, Украины и Новой Зеландии

## Награды
- В 1975 году за особые заслуги в создании и освоении производств астрокоррекции для ракетных комплексов стратегического назначения Уральский оптико-механический завод был награждён орденом Трудового Красного Знамени.
- В 1999 и 2002 годах предприятие стало лауреатом премии имени В. Н. Татищева и Г. В. де Генина за разработку высокотехнологичной продукции гражданского назначения. В 2005 год] Уральский оптико-механический завод получил премию правительства РФ за достижение значительных результатов в области качества продукции и услуг[24].
- В 2011 году коллектива завода удостоен благодарственного письма Президента России за «большой вклад предприятия в развитие оптического приборостроения и достигнутые трудовые успехи». В том же году в ходе конкурса, который проводило Министерство промышленности и торговли РФ, завод был признан самым «динамично развивающимся российским экспортером отрасли приборостроения». Уральскому оптико-механическому заводу второй раз была присуждена премия правительства РФ в области качества за 2010 год.
- В 2023 году завод стал лауреатом национальной премии «Золотая идея» (по итогам 2022 года)[25].

## Факты
Легкоатлетка спортивного клуба «Луч» УОМЗ Екатерина Поистогова стала бронзовым призёром Олимпийских игр 2012 года в Лондоне в забеге на 800 м. До этого на четырёх последних летних Олимпийских играх (1996, 2000, 2004, 2008 годы) в составе сборной Олимпийской команды России принимали участие 12 легкоатлетов спортивного клуба завода, которые завоевали пять медалей различного достоинства.